# Rodolphe IV d'Autriche
Pour les articles homonymes, voir Rodolphe d'Autriche (homonymie).
Rodolphe IV, dit le Fondateur, né à Vienne le 1er novembre 1339 et mort à Milan le 27 juillet 1365, est un prince de la maison de Habsbourg. Il fut duc d'Autriche régnant sur les duchés d'Autriche même, de Styrie et de Carinthie de 1358 à sa mort. Il a également acquis le comté de Tyrol en 1363 et donne à la marche de Carniole le statut de duché en 1364. Rodolphe a été l'un des souverains les plus perspicaces du Moyen Âge tardif ; durant son bref règne, il a posé les bases des « pays héréditaires » de la monarchie de Habsbourg ultérieure.

## Biographie

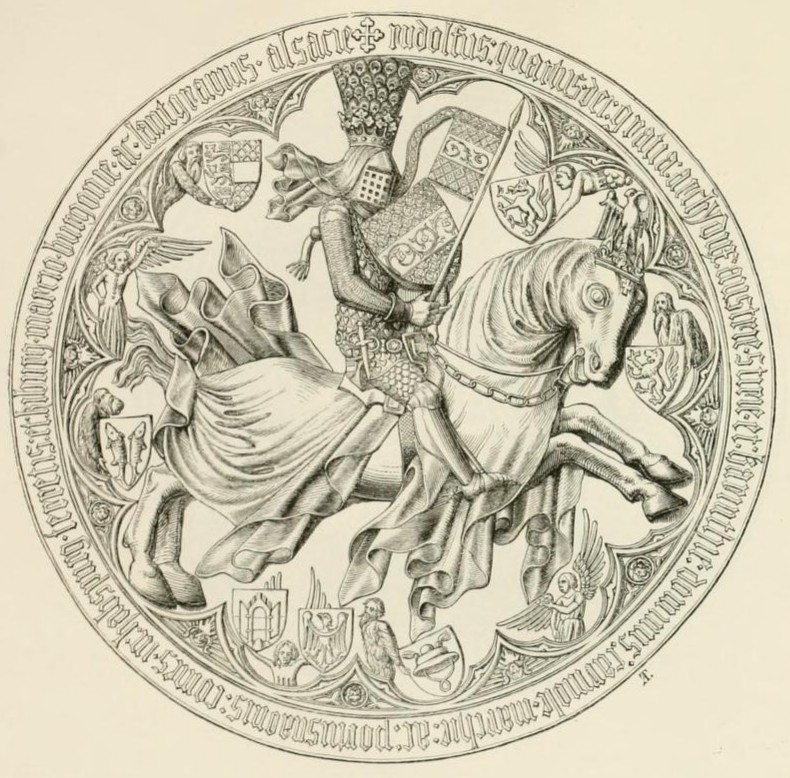
Le sceau de Rodolphe IV.

Rodolphe est le fils aîné du duc Albert II d'Autriche (1298-1358) et de son épouse Jeanne, la fille du comte Ulrich III de Ferrette ; à sa naissance, ses parents étaient mariés depuis plus de 15 ans. Il est le premier duc habsbourgeois originaire d'Autriche, que son grand-père, Albert Ier, avait reçu en fief impérial en 1282.
Il a épousé en juillet 1355 la princesse Catherine de Luxembourg (1342/1343-1395), une fille de l'empereur Charles IV. Le mariage est resté sans enfant. En 1364, Rodolphe et son beau-père signaient un contrat de succession par lequel les dynasties de Habsbourg et de Luxembourg ont la qualité d'héritiers entre eux.
Il est principalement connu pour avoir commandité la fabrication du Privilegium Maius, un ensemble de faux sur la base du Privilegium Minus délivré par l'empereur Frédéric Barberousse en 1156. Les documents attribuaient des pouvoirs accrus aux dirigeants de l'Autriche, leur octroyant notamment le titre d'archiduc (Erzherzog) au même niveau que les princes-électeurs de la Bulle d'or. Ces faux seront finalement ratifiés par l'empereur Frédéric III — lui aussi un Habsbourg — cent ans plus tard.
À la même période, Rodolphe a fondé un chapitre de chanoines à l'église Saint-Étienne de Vienne ; la première étape de la création du diocèse de Vienne qui n'est achevé qu'en 1469. Dans les années suivantes commença l'agrandissement de l'église en style gothique. Il est également le fondateur de l'université de Vienne (Alma Mater Rudolphina) sur le modèle de l'université Charles de Prague. En revanche, il ne put obtenir du Pape l'érection de sa capitale en évêché. Rodolphe se distingua comme un promoteur des citoyens et de l'économie dans ses pays.
Après le décès prématuré de Meinhard III de Wittelsbach, le beau-frère de Rodolphe par son mariage avec Marguerite de Habsbourg, le duc signe un traité avec sa mère, Marguerite de Goritz-Tyrol qui fait de lui l'héritier des comtes de Tyrol. L'année suivante, l'empereur lui assigna ce fief ; les ducs de Bavière de la maison de Wittelsbach ne reconnaissent le droit des Habsbourg au Tyrol qu'en 1369.

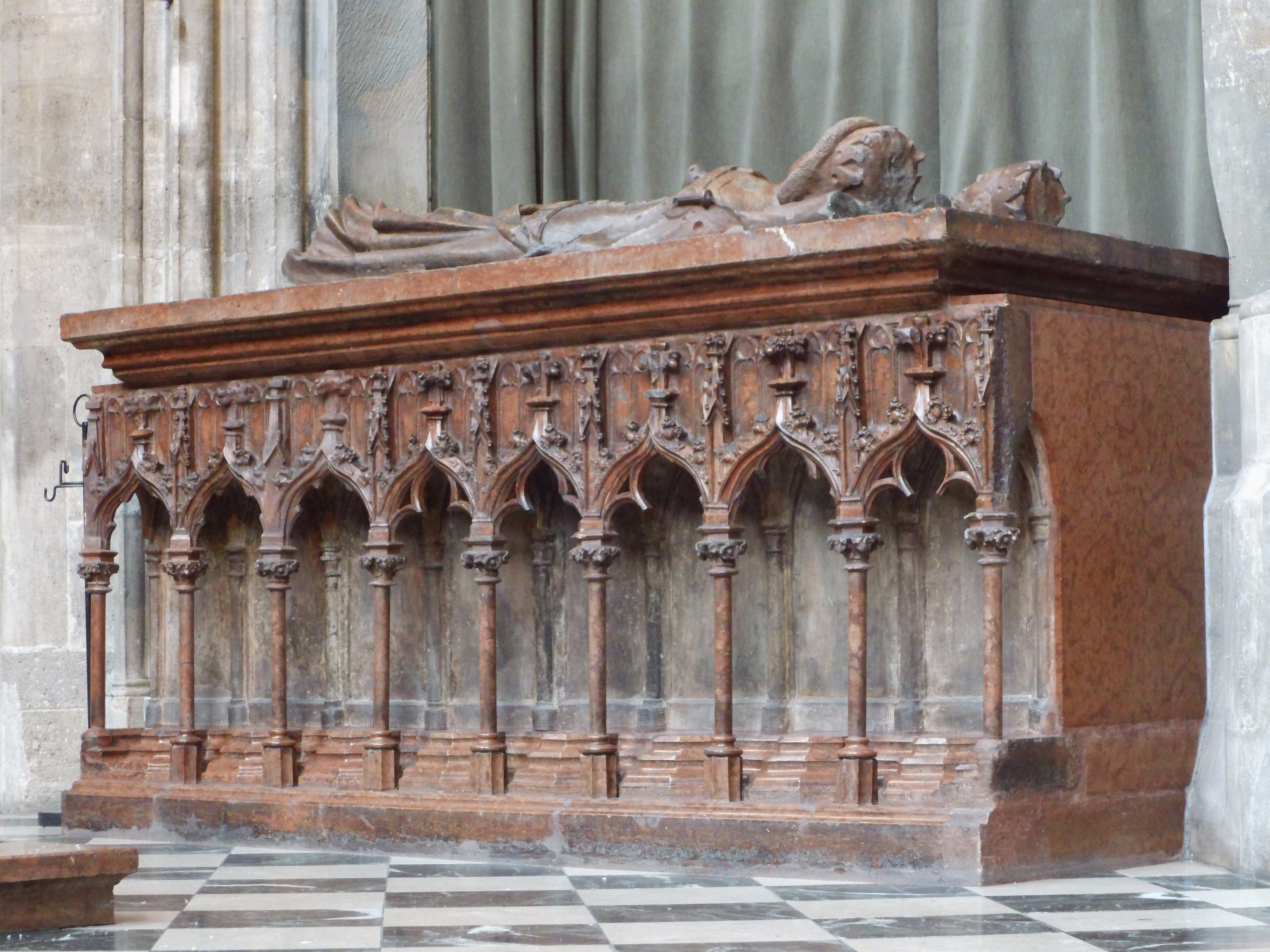
Cénotaphe à la mémoire de Rodolphe, cathédrale Saint-Étienne de Vienne. Le nom de Rodolphe y est écrit en Alphabetum Kaldeorum, écriture secrète prisée par le duc.

Rodolphe est mort au cours d'un voyage en Italie ; lors d'une cérémonie solennelle, le corps fut ensuite placé dans son tombeau définitif à la crypte de l'église Saint-Étienne de Vienne. 
À sa mort, les pays autrichiens sont gouvernés en commun par ses deux frères survivants, Albert III et Léopold. Bien que Rodolphe avait établi l'indivisibilité des domaines habsbourgeois, les deux ont partagé les possessions par le traité de Neuberg en 1379.